# Заречье (Липецкая область)
Заре́чье — посёлок в Измалковском районе Липецкой области. Входит в состав Преображенского сельсовета.

## География
Стоит на правом берегу реки Большой Чернавы.

## История
Основано не позднее 1926 года, когда в нём было 24 двора.
Название — по расположению за рекой Большой Чернавой.

## Население
| 1926 | 1932 | 1997 | 2010 |
| ---- | ---- | ---- | ---- |
| 130  | ↗159 | ↘34  | ↘24  |